# دفاع رياضياتي
دفاع رياضياتي (A Mathematician's Apology) هي مقالة تعود لعام 1940 كتبها الرياضياتي البريطاني غودفري هارولد هاردي. تدور المقالة حول جمال الرياضيات مع بعض الأمور الخاصة، وتعطي نظرة على عقل الرياضياتي النشط.

## ملخص الكتاب
في عنوان المقالة استخدم هاردي كلمة «دفاع» (Apology) بمعنى دفاع أو تبرير (كما في كتاب أفلاطون «دفاع سقراط») وليس بمعنى الاعتذار كما هو المعنى الشائع لكلمة "Apology".
لقد شعر هاردي بضرورة تبرير حياته التي بذلها في العمل الرياضياتي في ذلك الوقت لسببين أساسيين:
1. شعر هاردي في عمر 62 تقدم السن به (حيث نجى من احتشاء عضلة القلب عام 1939) وتناقص قدراته الرياضياتية وإبداعه. وبكتابة هذا الكتاب كان هاردي يعترف بأن أيامه كرياضياتي مبدع قد انتهت.
2. أراد هاردي المحب للسلام مع بداية الحرب العالمية الثانية أن يبرر أن الرياضيات يجب أن تستخدم من أجل الرياضيات فقط وليس من أجل تطبيقاتها، أي أن الرياضيات يجب أن تدرس بنقاء مبادئها وأسسها. حيث أراد أن يكتب كتاباً يصف فيه فلسفة الرياضيات للجيل القادم من الرياضياتيين، كتاب يدافع عن الرياضيات على أساس أهميتها عن طريق توضيح فوائد الرياضيات وبرائتها وللتأكيد على أهمية الرياضيات.

أحد أهم مواضيع الكتاب هو جمال الرياضيات التي يقارنها هاردي مع الرسم والشعر. بالنسبة لهاردي كان أجمل فروع الرياضيات ذلك الذي ليس له أي تطبيقات في العالم الواقعي، وذلك ما وصفه بالرياضيات البحتة وعلى الأخص اختصاصه في نظرية الأعداد، ويدافع عن الانتقادات الموجهة للرياضيات البحتة على أنها «غير مفيدة» بأنها لا يمكن أن يساء استخدامها لتسبيب الأذى. من ناحية أخرى يصف هاردي الرياضيات التطبيقية بأنها «قبيحة» (ugly)، «بديهية» (trivial) و«غبية» (dull).

## انتقادات
تأثرت أفكار هاردي بشكل كبير من قبل الثقافة الأكاديمية لجامعتي كامبردج وأكسفورد التي كانت سائدة بين الحرب العالمية الأولى والحرب العالمية الثانية.
كانت بعض أمثلة هاردي غير موفقة، حيث أنه ذكر أن «لم يكتشف أي أحد بعد أي تطبيق حربي يعتمد على نظرية الأعداد أو النسبية، ويبدو أنه لا أحد سيتمكن من فعل ذلك في سنوات». منذ ذلك الوقت استخدمت النظرية النسبية في تطبيقات بناء الأسلحة النووية، بينما استخدمت نظرية الأعداد في طرق التشفير بالمفتاح العمومي

## وصلات خارجية
- النص الكامل ل دفاع رياضياتي في الملكية العامة لكندا.